# Pseudorasbora
Pseudorasbora es un género de peces de la familia Cyprinidae y de la orden Cypriniformes.

## Especies
- Pseudorasbora elongata H. W. Wu, 1939
- Pseudorasbora interrupta Z. Xiao, Z. H. Lan & X. L. Chen, 2007
- Pseudorasbora parva (Temminck & Schlegel, 1846)
- Pseudorasbora pumila Miyadi, 1930

- Datos: Q747990
- Multimedia: Pseudorasbora / Q747990
- Especies: Pseudorasbora